# リッスンオンリーメンバー
リッスンオンリーメンバー（和製英語：Listen Only Member）とは、ラジオなどの聴く側のみに徹し、お便りなどを送らない聴取者のことである。略してLOM（ロム）。名のとおりROM（Read Only Member）をもじった語である。
LOM専であることは嫌われることではないが、お便りなどが来ないとラジオ番組は発展しがたいため、LOMばかりであると放送側は困ってしまう。そのため、賞金、賞品などをお便りが採用された聴取者にプレゼントするなどのことが行われている。しかし、大抵はLOMにあたる人が多い。最近は電子メールなどもできたが、やはり投稿が面倒臭いというのが主な理由であろう。もちろん逆にお便りを出すことに徹する人もいて、時に何十通も同一人物からということもある。